# Dune (pel·lícula de 1984)
|  | Aquest article tracta sobre la pel·lícula de 1984 dirigida per David Lynch. Si cerqueu la pel·lícula de 2021 dirigida per Denis Villeneuve, vegeu «Dune (pel·lícula de 2021)». |

Dune és una pel·lícula de ciència-ficció estatunidenca rodada l'any 1984 i dirigida pel cineasta David Lynch; basada en la novel·la de Frank Herbert, va ser protagonitzada per Kyle MacLachlan, Silvana Mangano, Brad Dourif i José Ferrer, entre d'altres. La producció va estar a càrrec de Dino i Raffaella de Laurentiis. Ha estat doblada al català.
El primer intent de portar a la pantalla gran la novel·la homònima de Frank Herbert, pels anys 1970, va estar comandat pel xilè Alejandro Jodorowsky, que va treballar en el projecte durant més de 5 anys; durant la concepció i el procés de rodatge, Jodorowsky va convidar a participar en els qui esmentava ser els seus 'cinc samuráis'. Aquests -gairebé mítics homes d'art- eren l'actor, director, guionista i productor estatunidenc Orson Welles, el pintor surrealista espanyol Salvador Dalí, l'il·lustrador anglès Chris Foss, la banda anglesa de rock Pink Floyd i l'artista gràfic i escultor suís H.R. Giger; tots sota la direcció artística del dibuixant francès Moebius. Després de retardar el projecte una infinitat de vegades, la companyia productora es va retirar deixant l'adaptació cinematogràfica de 'Dune' als llimbs.
Va caldre esperar llavors fins als anys 80 perquè la filla del productor italià Dino De Laurentiis convencés a Universal Studios per acabar la tasca abans començada.
El director i guionista escollit per a tal esdeveniment va ser David Lynch. El metratge oportú perquè el públic entengués la trama (la novel·la conté complexos elements argumentals) va ser d'unes tres hores, que al final es van reduir a poc més de dos, per la qual cosa la pel·lícula no segueix al peu de la lletra la trama de la famosa novel·la, però, malgrat diverses mancances i sobrecàrregues, ens endinsa al fascinant món que Frank Hebert va concebre per a l'èpica de llibre que és Dune.
La tercera pel·lícula que va rodar David Lynch i la primera en color, no va poder ser el que al principi tenia al cap el cineasta, a l'hora de rodar-la. La pel·lícula, amb un metratge inicial de 8 hores va ser reduïda pel mateix Lynch a 5 hores per a la seva exhibició cinematogràfica. No obstant això Dino de Laurentiis i la seva filla el van obligar a fer una reducció important de muntatge, deixant-la en 137 minuts, amb les conseqüències que això va comportar quan va ser exhibida al públic.
Aquest inconvenient amb Dino de Laurentiis va provocar que Lynch acabés avorrint la pel·lícula a més de prometre's no tornar a treballar mai més amb grans productors.

## Argument
Per ordre imperial, la família Atreides haurà de fer-se càrrec de l'explotació del desèrtic planeta de Arrakis, conegut també com a "Dune" que és l'únic planeta on es troba l'espècia, una potent droga que, a més, és necessària per als vols espacials. Anteriorment, el planeta havia estat governat pels Harkonen, que havien exercit el seu mandat amb puny de ferro, deixant una petjada indeleble en la població indígena del planeta. Quan els Harkonen ataquen el planeta amb el beneplàcit de l'Emperador per reprendre la seva posició dominant sobre el planeta, Paul, el fill del duc Leto Atreides, haurà de fugir al desert, on li esperen múltiples perills i una última oportunitat de venjar-se i tornar al seu legítim lloc com a governant de Arrakis.

## Repartiment
- Kyle MacLachlan: Paul Atreides
- Francesca Annis: Lady Jessica
- José Ferrer: l'emperador Shaddam IV
- Virginia Madsen: la princesa Irulan
- Sean Young: Chani
- Everett McGill: Stilgar
- Patrick Stewart: Gurney Halleck
- Sting: Feyd Rautha
- Jürgen Prochnow: el duc Leto Atreides
- Richard Jordan: Duncan Idaho
- Siân Phillips: la reverenda mare Gaius Helen Mohiam
- Max von Sydow: a Dr. Liet Kynes
- Honorato Magaloni: Otheym
- Dean Stockwell: Dr. Yueh
- Brad Dourif: Piter de Vries
- Silvana Mangano: la reverenda Mare Ramallo
- Jack Nance: Nefud
- Paul Smith: Rabban
- Alicia Witt: Alia Atreides
- Kenneth McMillan: el baró Vladimir Harkonnen
- Freddie Jones: Thufir Hawat
- Carla Rigg: extra.